# ら〜じ・PonPon
『ら〜じ・PonPon』（らーじ・ぽんぽん）は、1999年11月26日にオーバーフローより発売されたアダルトゲーム。
なお、『オーバーフロー ぷれじゃ〜ボックス』に収録されている続編『☆クイズDE☆PonPon』（クイズでぽんぽん）についても本項で記述する。

## 概要
オーバーフローのデビュー作。ヒロインの妊娠をテーマに、コメディータッチの物語が展開する。タイトルの「らーじぽんぽん」は、昭和の流行語・俗語で「妊娠」のこと。
大きな特徴としては、本作以前の作品ではバッドエンドの1つのような扱いが多かった「主人公と婚姻関係を持たないヒロインの妊娠」を肯定的に扱いながら、ゲームの主題としている点が挙げられる。これにより、本作はアダルトゲーム業界に妊婦属性を1ジャンルとして確立する嚆矢となった。その後年では珍しくなくなる孕ませシチュエーションも、本作発売当時はまだ稀少だったため、妊婦となったヒロインの体型に嫌悪感を催すプレイヤーへの配慮として、それを変更せず母子手帳を持たせるグラフィック差分が設定画面で選択可能となっている。
ゲームシステムについては、単なるコマンド選択型恋愛アドベンチャーゲームではなくマップ移動と時間の概念が導入されており、目的地を移動する度にそれが経過するなど、オーバーフローの本家である有限会社スタックがかつてコンシューマ移植作業を請け負った『同級生』シリーズからの影響が見られる。また、開発当時以前の様々な漫画やゲームなどから引用したパロディーも散見される。
なお、登場人物の多くはオーバーフロー作品の根幹を成す家系に属しており、時系列は『Summerラディッシュバケーション!!』の後、『Summerラディッシュバケーション!! 2』、『PureMail -ピュアメール-』と同時期である。

## あらすじ
ら〜じ・PonPon
平凡なサラリーマンの主人公・伊能歩は、同棲中の恋人・鷲野るり香が仕事でパリへ旅立つ日の前夜、彼女と今まで以上に激しく愛し合う。それから4か月後、るり香は彼の子を身ごもったとして急遽帰国する。認知と結婚を迫っても煮え切らない歩に、るり香は激怒して家を飛び出すと、そのまま出産のために入院してしまう。
るり香以外の女性達も絡む中、歩はどのような未来を掴むのか。
☆クイズDE☆PonPon
前作から1年後。歩はるり香と結婚し、めでたく第1児も誕生して幸せな新婚生活を送っていた。しかし、歩にとってこの1年間は、るり香の入院していた病院で関わった女性達全員を妊娠させてしまった事実を彼女に隠し続けていた。その中には彼女の上司であるキリシマ民恵も含まれていた。民恵からシングルマザーになることを決意し、かつるり香と同じ病院に入院することを聞かされた歩は渋々と病院を訪れる。そこへ、かつて自分が関係を持ち、妊娠させてしまった女性達が立ちはだかる。

## 登場人物
伊能 歩（いのう あゆむ）
声 - なし
主人公。がっしりと筋肉質な体をしており、体力もある。物語開始時点ではサラリーマンであり、大学時代から付き合っていたるり香と同棲中。軽薄で節操無しの駄目男であり（その理由は「サマラデ」で判明する）、るり香の妊娠が発覚するやいなや飛び蹴りで堕胎させようとする。
『☆クイズDE☆PonPon』ではるり香と結婚し、彼女との子供も生まれている。るり香には他のヒロイン達を妊娠させていたことは隠していたが、エンディングで結局自爆に近い形で暴露してしまい、るり香を怒らせてしまう。
鷲野 るり香（わしの るりか）
声 - 紫苑みやび
歩の2歳上の彼女。眼鏡を掛けた美人。紺のロングヘアを黒いリボンで頭の高い位置にシニヨンに結っている。ヤキモチ焼きな性格で貧乳であることにコンプレックスを持っている。
大学時代から交際していた後輩の歩と同棲しており、海外へ転勤になったために一旦は歩と離れるが、彼の子を妊娠していたことが発覚して帰国。その後は歩の妻となり、女児を産む。しかし、ヒロイン全員が歩の子を妊娠するエンドの後、生まれた子全員が小学校入学式を迎えるスチルでは、るり香の子と思わしき男の子が描かれている。桃里とは旧知の間柄。職業は隠しているが、軍人。
仕事が多忙なため、結婚後も月に1度程度にしか自宅に帰らない。
ヤキモチ焼きな割に鈍感で抜けた所があり、他のヒロイン達が歩に思いを寄せていることに気付かないため、妹の美咲を歩の浮気防止目的で見張せたら入院中で自分が不在なのを良いことに出し抜かれたり、桃里の思い人が誰かよく確かめずに応援し、その結果、桃里が歩に告白し肉体関係を持つように知らずにお膳立てしてしまう。他、仮眠を取って美咲と歩を二人きりにする、歩がかおりと親しげに話していても浮気を疑わない等、歩に浮気の機会を自から与え、見逃してしまうことが多い。
妹を始めとする周囲の女性達を妊娠させたのが歩であることには、当初こそ気付いていなかったが、続編となる『☆クイズDE☆PonPon』のエンディングで、歩が自爆に近い形で暴露した結果、その真実を初めて知り激怒している。
鷲野 美咲（わしの みさき）
声 - 小嶋千秋
るり香の妹である女子校生。ボブにした紺の髪にカチューシャを付けている。明るくハチャメチャな性格で、姉のるり香をも巻き込む。歩のことを「お兄ちゃん」と慕う。パリ赴任中に歩が浮気しないよう、るり香にお目付け役を頼まれるが、実は小さい頃から歩に想いを寄せていた。
母親には黙って家を出ており、るり香からは同居の許しは得ていない。姉の言いつけを口実に歩のマンションに押し掛けて同居し、精力剤を仕込んだ手料理を歩に食べさせ、誘惑し思惑通り歩と肉体関係を持つ。
母親からは歩への想いを見抜かれており、歩のマンションに滞在していることを知ると激怒され、結局実家に帰った。
『☆クイズDE☆PonPon』では、歩と関係を持った結果、妊娠している。歩との関係は姉に黙秘している模様。
奈川 ゆかり（ながわ ゆかり）
声 - 羽田ユカ
歩の幼馴染。病院で看護師をしており、入院したるり香を担当した際、歩と再会する。青いロングヘアを左右で三つ編みにし、リング状に結った独特のヘアスタイルをしている。巨乳でスタイルが良く、選択肢によっては歩にいたずらされ、るり香からヤキモチを焼かれる。
幼少期は病弱なため外であまり遊べず、外で遊びたい盛りの歩を引き留めるために「お医者さんごっこ」に誘い、うまく患者役を演じて頻繁に遊んでいた。歩とは互いに初恋の相手であり、親同士の事情から離れ離れとなった後も想いを寄せている。
『☆クイズDE☆PonPon』では、歩と関係を持ったことにより妊娠しているほか、ある南の島で歩と形だけの結婚式を挙げている。
学生の頃は妹と同じく葵学園に通っている。
沢越 桃里（さわごえ とうり）
声 - 寧々
るり香の隣室に入院してきた、臨月の妊婦。明るく天然系なドジっ娘。ボリュームのあるポニーテールに結った髪と太眉が特徴。るり香とは旧知の仲。
夫である智正との偏った夫婦生活に疑問を抱き、よりによって逆凌辱系の成人向けビデオを選んで視聴して夫婦生活の参考とし、間違った知識を身に着ける。その後、参考にしたビデオを模倣して智正をベッドに縛り付けて強引に肉体関係を持って泣かせてしまい、以降セックスレスになっており夫婦関係はほぼ破綻している。
歩とは病院で出会い、結婚した経緯や姑や夫との関係等の相談に乗ってくれる歩に惹かれる。
人妻である上に出産を控えた妊婦であるにもかかわらず、るり香の助言通り歩に告白して裸で迫り、肉体関係を持つ。この際、始終ナースコールを押したままで歩との行為に及んでいたため、病室での情事をすべてナースステーションの看護婦達に聞かれた。この際にセックスの刺激で産気付き、出産している。退院後も育児の傍らで歩との関係を続ける。
設定上、彼女の母親と戸籍上の父親との間に桜花（おうか）という名の異父妹がいる。
ヒロイン全員が歩の子を産むエンディングのスチルでは眼鏡を掛けた男児、桃里によく似た女児、乳児を連れて小学校の入学式に出席している。
『☆クイズDE☆PonPon』では、歩と関係を持った結果、妊娠している。
板崎 かおり（いたざき かおり）
美咲の後輩。美咲の通う学校への進学を希望している。いつも通学先の制服を着ており、小柄で頭頂部に2本のアホ毛が生えた薄茶のショートヘアが特徴。内気な性格で、るり香の入院先の周りを不安そうにうろつきながら、入りたそうにしている。
自分の学校の卒業生である男性と交際しており、その「先輩」と呼んでいる彼氏から貰ったスタジアムジャンパーを制服に羽織っている。彼氏が美咲と同じ学校の生徒で、美咲より2歳程年上らしい。
性知識が乏しく、彼氏とは最後まではしなかったが、キス以上のことをしたのと生理の遅れから自分が妊娠したと思い込み、病院に行くが、受付に行く勇気が出ず、病院の周りをうろうろしていた。かおりは待ち伏せした彼氏に妊娠したことを主張するが、当然身に覚えがない彼氏からは「そんなわけがない」と一蹴される。この彼氏（CVなし）は短い金髪で左耳にピアスを2つ付け、指という指に指輪をはめて着飾っており、立ち絵からして不良のような出で立ちで愛想がない上に口も悪いが、自分の欲望を抑えて年下で未成熟なかおりの体を気遣える恋人想いの優しい青年であった。
彼氏とは最後まで性交渉していないため、医師から「検査の必要はなく、妊娠してない」と言われるが納得せず、歩に身体検査を依頼し、成り行きで肉体関係を持つ。優しくしてくれる歩に思いを寄せるようになり、彼氏の先輩は結局振って別れる。
見ず知らずで声を掛けられ、付き合いのまだ浅い歩のことを信じ切っており、美咲を歩の実妹、るり香を会社の先輩と解釈し、歩に自分以外の女性関係があることを疑わない。
『☆クイズDE☆PonPon』では、歩と関係を持った結果、妊娠している。妊娠したため、進学先の入学試験に合格したが、入学は断念している。また歩は妻・るり香のことは姉だと言って誤魔化している。
キリシマ 民恵（キリシマ たみえ）
るり香の会社の上司。茶のショートヘアと釣り目が特徴。勝手に仕事を放り出して帰国したるり香を、連れ戻しに来る。
るり香と同じく軍人であり、配属先の隊長だが、機密情報であるため歩の前では主任と呼ばせる。歩が怯む程性欲旺盛。
『☆クイズDE☆PonPon』では、歩と関係を持った結果、妊娠している。
重原 さつき（しげはら さつき）
隠しキャラクター。黒髪でロングヘアの少女。時折、歩の目の前に現れて無言で立ち去っていく謎の人物。
『☆クイズDE☆PonPon』では、歩と関係を持った結果、妊娠している。
鷹司 ありす（たかつかさ ありす）
るり香らの入院した病院の看護婦長。
攻略するルートが存在し、その際に「鷹司ありす　40歳」と文末に書かれたラブレターを歩が受け取る。
『☆クイズDE☆PonPon』では、強引に歩と関係を持った結果、妊娠しているらしい。
沢越 智正（さわごえ ともまさ）
桃里の夫。猫背のひょろりとした痩身で眼鏡を掛けている。冴えない外見だけでなく、非常に騙されやすい性格をしており、歩の冗談を真に受けて実行に移した結果、大恥をかいてしまったこともある。「サマラデ」の間瞬とは学生時代の同級生。
桃里と結婚したばかりの頃、妻にコスプレさせて目の前で自慰に耽るだけでいつも終わっていた。夫婦生活がないことに業を煮やした桃里によってベッドに縛り付けられて強引に肉体関係に至ったショックにより泣かされて以降、妻とはセックスレス状態である。
桃里によるとまだ幼い少女のヌード写真を収集して隠し持っているらしく、成熟した女性は好まない模様。

## 制作
シナリオはメイザーズぬまきち、原画はBouと西E田が担当。当初は先に企画されていた『PureMail -ピュアメール-』を発売する予定だったが、諸事情で本作の開発が優先され、デビュー作として発売されたという経緯がある。
当時珍しかった妊婦属性の導入について、メイザーズぬまきちはあえて型から外れたかったという気持ちを認めつつも、自宅や会社のある神保町のゾッキ本では妊婦や熟女が一般的だったため、人間の欲望として成立するのならばいけるのではないかと後年のインタビューの中で明らかにしている。

## 参考資料
- 多根清史、箭本進一、阿部広樹「特別企画『School Days』を作った男」『超エロゲー ハードコア』太田出版、2012年10月、206-229頁。